# Akai
Akai (en japonés: 赤井, pronunciado /a̠ka̠i/)  fue una marca japonesa de electrónica de consumo de reconocida calidad. La compañía, Akai Electric Company Ltd, fue fundada en 1946 en Tokio, Japón, y desapareció en 2002. Grande Holdings de Hong Kong se hizo cargo de la marca Akai, y desde entonces ha distribuido varios productos electrónicos como retroiluminación led, lavadoras, acondicionadores de aire y teléfonos inteligentes mediante la colaboración con otras empresas de electrónica. Por otro lado, inMusic Brands se hizo cargo de la marca Akai en los Estados Unidos, y lanzó la línea de productos electrónicos de audio de alta fidelidad y gama denominados Akai Professional.

## Historia corporativa
Akai fue fundada en 1929 en Japón por Masukichi Akai y su hijo Saburo Akai (quien murió en 1973), con el nombre Akai Electric Company Ltd. (赤井電機株式会社 Akai Denki Kabushiki gaisha?), aunque algunas fuentes indican que el nombre de la empresa no se formalizaría hasta el año 1946.  
La marca Akai fue muy apreciada en la década de los 80 y 90 comercialmente, al mismo nivel competitivo que Pioneer, Yamaha, Technics, Aiwa, Panasonic, Sony, entre otros líderes de equipos en componentes de audio alta fidelidad y formato de su rubro.
El negocio original de la compañía, la industria equipos de sonido, se abandonó en 1991. Sin embargo, en el apogeo de la compañía a finales de la década de 1990, Akai Holdings empleaba a 100.000 trabajadores y tenía ventas anuales de 40.000 millones de dólares de Hong Kong (5200 millones de dólares estadounidenses), aunque tras un rápido declive, la empresa se declaró en quiebra en noviembre de 2000, adeudando a los acreedores 1100 millones de dólares. Entonces se descubrió que la propiedad de Akai Holdings había pasado en 1999 a Grande Holdings, una empresa fundada por el presidente de Akai, James Ting. Los liquidadores afirmaron que Ting se había apropiado de más de 800 millones de dólares estadounidenses de la empresa con la ayuda de los contables de la consultora Ernst & Young, que habían estado manipulando los documentos de auditoría desde 1994. Ting fue encarcelado por contabilidad falsa en 2005, y Ernst & Young pagó 200 millones de dólares para liquidar el caso de negligencia fuera de los tribunales en septiembre de 2009. En una demanda separada, un ex socio de E&Y, Christopher Ho, hizo un "pago sustancial" a los acreedores de Akai en su papel de presidente de Grande Holdings.

## Historia

### Productos históricos

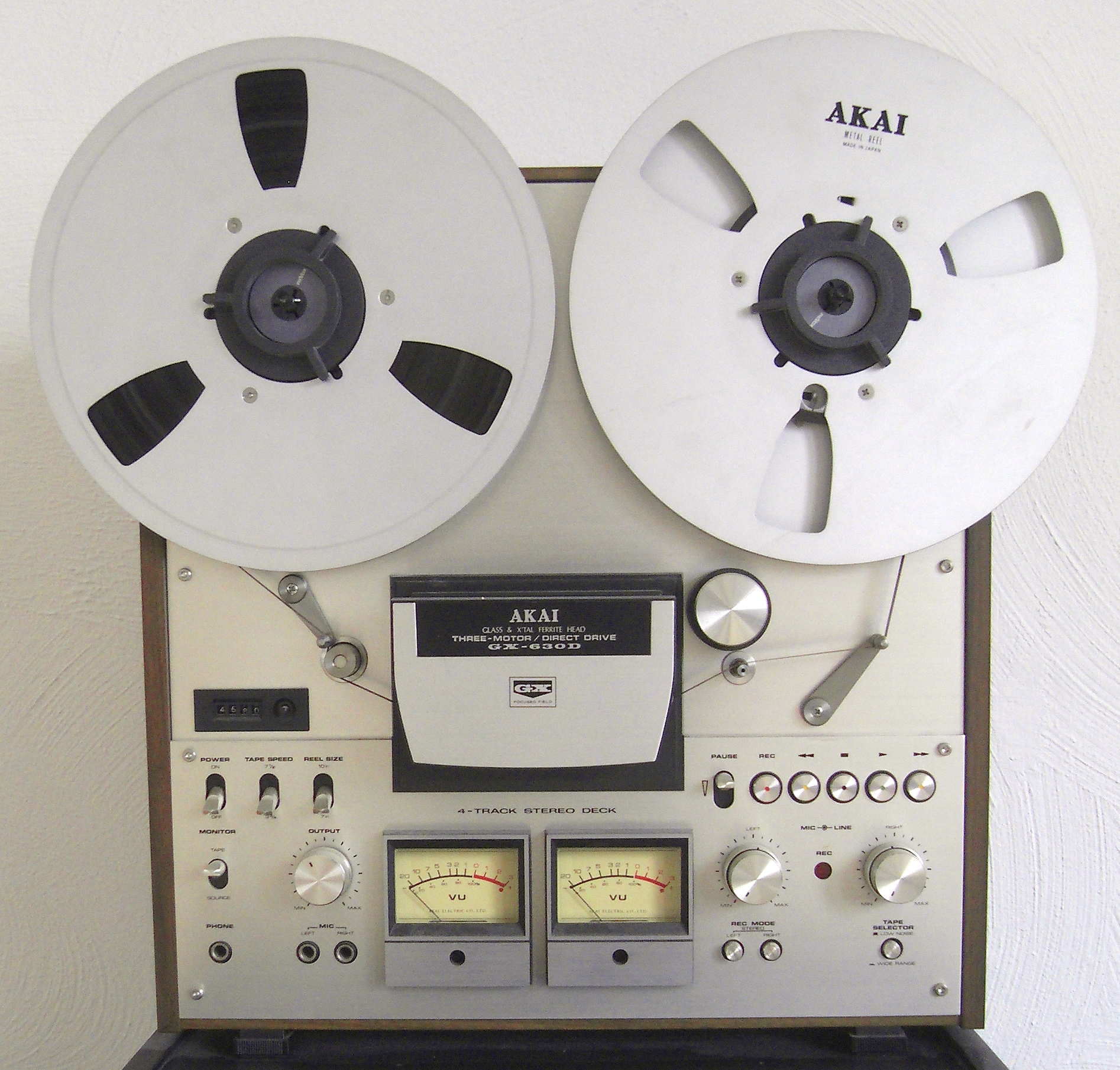
Grabadora GX-630D

Los productos de Akai incluían magnetófonos de bobina abierta (como la serie GX), sintonizadores (series AT de nivel superior, series TR y TT de nivel medio), platinas de casete (series GX y TFL de nivel superior, series TC, HX y CS de nivel medio), amplificadores (series AM y serie TA), micrófonos, receptores de radio, tocadiscos, videograbadoras y altavoces.
Muchos productos de Akai se vendieron bajo la marca Roberts en los Estados Unidos; con la marca A&D en Japón (desde 1987, después de una asociación con Mitsubishi Electric); y bajo los nombres Tensai y Transonic Strato en Europa Occidental. A fines de la década de 1960, Akai adoptó la tecnología de cabezal de campo cruzado desarrollada por Tandberg (utilizando un cabezal de cinta adicional) para mejorar la grabación de alta frecuencia y cambió a los cada vez más fiables cabezales de ferrita Glass and Crystal (X'tal) (GX) unos años más tarde. Los productos más populares de la compañía fueron los grabadores de bobina abierta GX-630D, GX-635D, GX-747/GX-747DBX y GX-77 (este último con función de carga automática), y el GX de circuito cerrado de tres cabezales; así como las pletinas de casete F95, GX-90, GX-F91, GX-R99 y los amplificadores estéreo AM-U61, AM-U7 y AM-93.
Akai fabricó y etiquetó la mayoría de sus productos de alta fidelidad para exportación con la marca Tensai, utilizando el nombre del distribuidor suizo de audio y electrónica Tensai International, distribuidor exclusivo de Akai para los mercados suizo y europeo occidental hasta 1988.

## Componentes de audio y reproducción

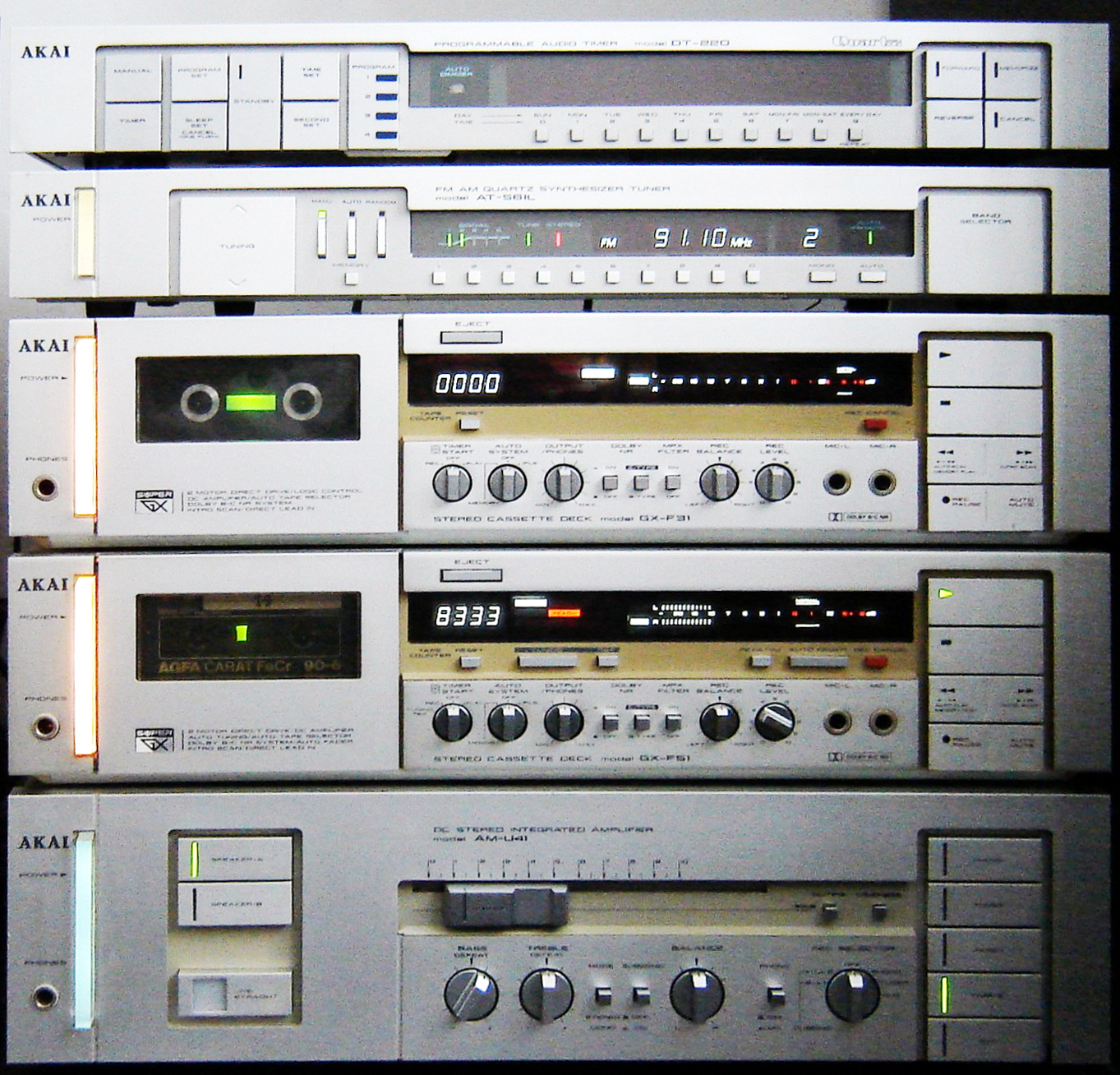
Formato estándar de los equipos Akai en color acero blanco

#### Introducción de la visualización en pantalla
Akai produjo videograbadoras (VCR) de consumo durante la década de 1980. El Akai VS-2 fue el primer VCR con visualización en pantalla, originalmente llamado Sistema de Monitor Interactivo. Al mostrar la información directamente en la pantalla del televisor, esta innovación eliminó la necesidad de que el usuario estuviera físicamente cerca del aparato para programar la grabación, leer el contador de la cinta o realizar otras funciones comunes. En unos pocos años, todos los fabricantes de la competencia habían adoptado la tecnología de visualización en pantalla en sus propios productos.

### Akai Professional

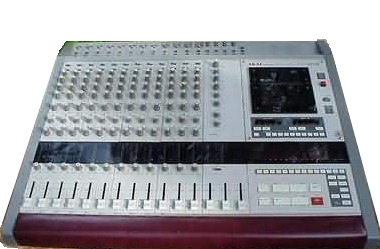
Unidad de estudio portátil Akai MG-1214

En 1984, se formó una nueva división de la empresa para centrarse en la fabricación y venta de instrumentos musicales electrónicos, denominada Akai Professional.
El primer producto lanzado por la nueva subsidiaria fue el MG1212, un grabador de 12 canales y 12 pistas. Este dispositivo innovador utilizaba un cartucho especial similar al del video VHS (un MK-20) y funcionaba durante 10 minutos de grabación continua de 12 pistas (19 cm por segundo) o 20 minutos a media velocidad (9,5 cm por segundo). Una pista más estaba dedicada permanentemente a registrar el tiempo absoluto y otra más a la sincronización, como SMPTE o MTC. Cada canal incluía reducción de ruido dbx tipo 1 y ecualizadores semiparamétricos (con anchos de banda fijos). La unidad también incorporaba innovaciones como un sistema electrónico de 2 buses, una bahía de conexión de 12 canales estéreo y un "punch in and out" automático, entre otros. El diseño de transporte único y la reducción de ruido dieron a estas unidades una calidad de grabación que rivalizaba con la de las máquinas de 16 pistas más caras que usaban cinta de 1". La MG-1212 fue reemplazada más tarde por la MG-1214, que mejoró el mecanismo de transporte y el rendimiento general.

#### Sintetizadores analógicos de la serie AX

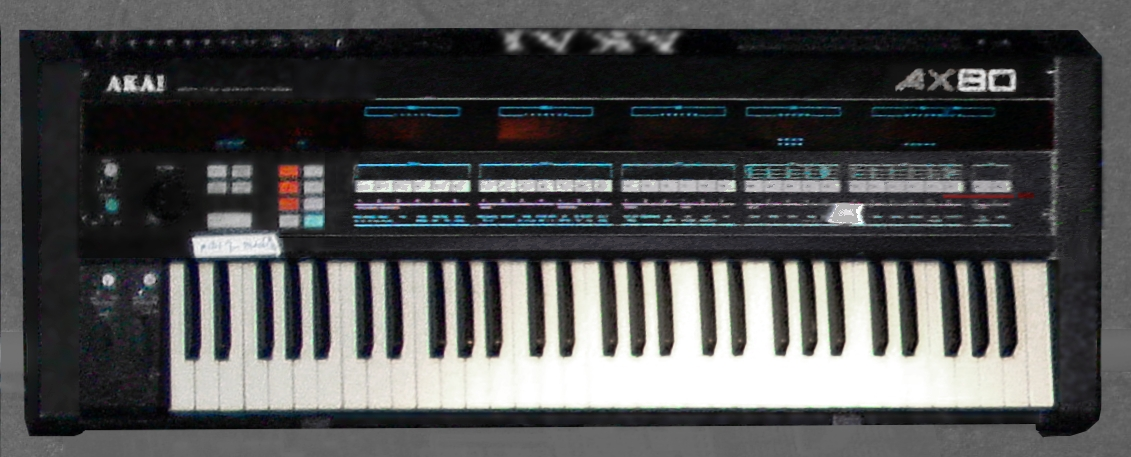
AX80

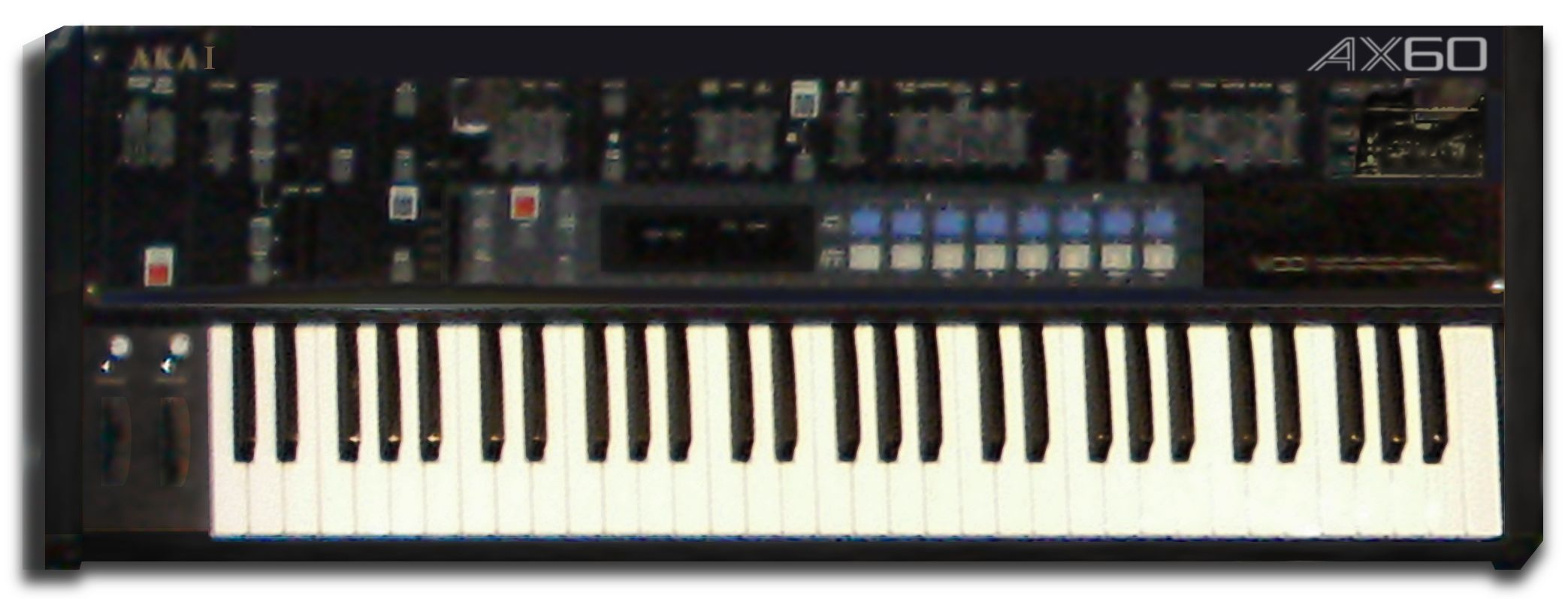
AX60

Otros productos tempranos incluyeron el sintetizador analógico Akai AX80 de 8 voces en 1984, seguido alrededor de 1986 por los sintetizadores analógicos de 6 voces AX60 y AX73. El AX-60 tomó prestadas muchas ideas del Roland Juno, pero utilizó osciladores analógicos controlados por voltaje como fuente de sonido, a diferencia de los osciladores analógicos controlados digitalmente (DCO) más comunes de Roland. También permitía al intérprete "dividir" el teclado (utilizando diferentes timbres para diferentes rangos de teclas). Además, el AX-60 contaba con la capacidad de interactuar con los primeros muestreadores de Akai a través de un cable serie, usando muestras de 12 bits como oscilador adicional.

#### Muestreadores digitales (series S, X, Z)
|  |
|  |

El sampler digital de 12 bits S612 en 1985 fue el primero de una serie de muestreadores (relativamente) asequibles que ya estaban en formato de rack de estudio de 19 pulgadas pero en color negro. Solo manejaba una muestra a la vez, que se cargaba en la memoria a través de una unidad de disco separada que utiliza un disquete Quick Disk de 2,8 pulgadas. El tiempo de muestreo máximo a la frecuencia de muestreo de mayor calidad (32 kHz) era de un segundo.
La introducción de una gama "profesional" de muestreadores digitales comenzó con el S900 de 12 bits en 1986, seguido por el muestreador de teclado X7000 en 1986, y la versión de montaje en bastidor S700 en 1987. A diferencia del S612 de muestra única, sin embargo, permitían el uso de seis muestras activas a la vez, tenían una unidad de disco incorporada y podían ampliarse con seis salidas individuales a través de cable y una extensión de memoria flash que agregaba otras seis muestras a la memoria para reproducción multimuestra. La serie de muestreadores S700/X7000 eran de color gris claro, lo que no cambió en toda la gama "profesional" de muestreadores de Akai.
La serie Akai S1000 de 16 bits continuó en 1988, agregando la opción de leer CD-ROM y de grabar en discos duros a través de SCSI. Esta gama fue reemplazada por la serie S3000 en 1993, con unidad de CD-ROM incorporada opcional, seguida por la S5000 y la S6000. Otras versiones destacadas fueron los muestreadores Z4 y Z8 de 24 bits y 96 kHz.

#### MPC

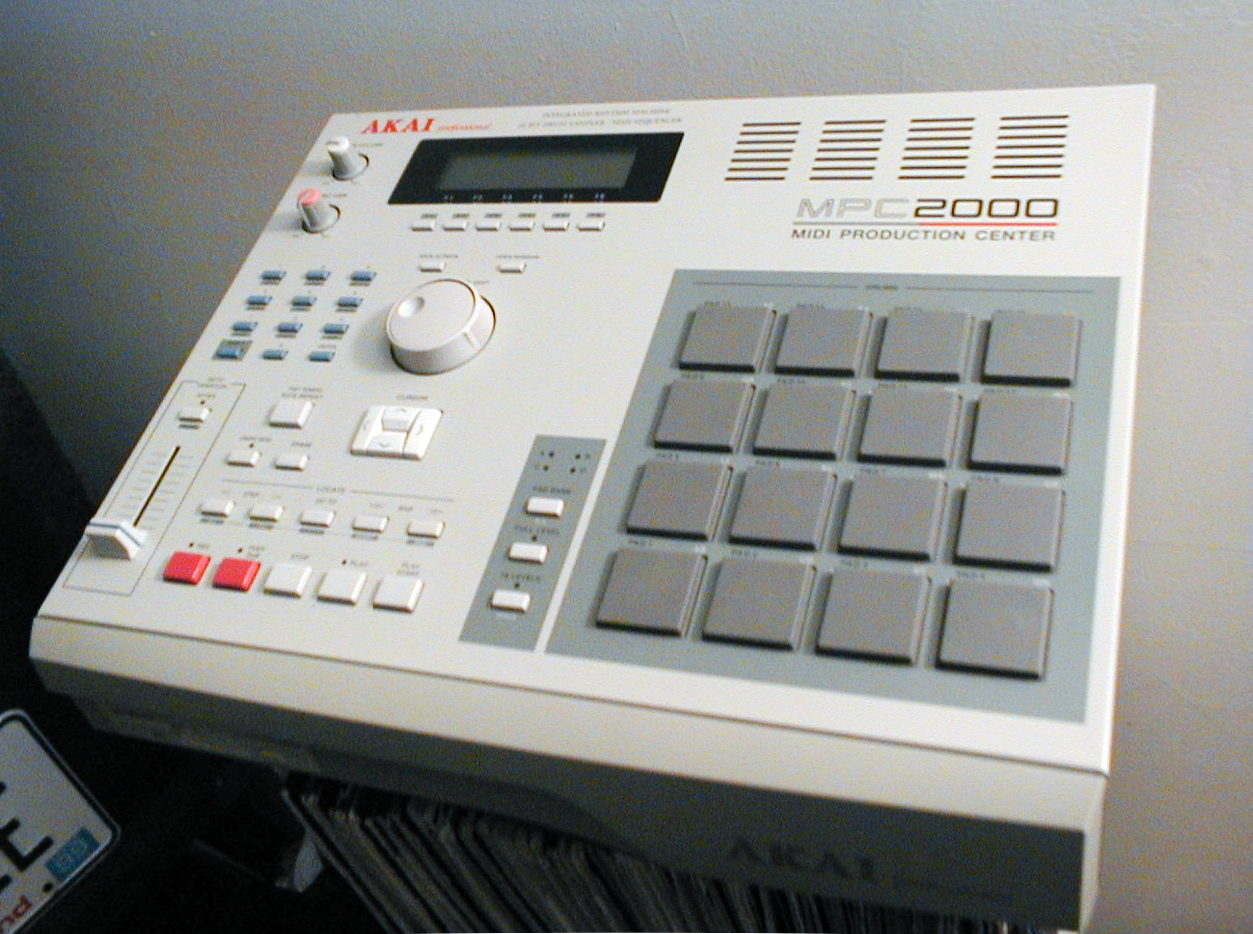
MPC2000

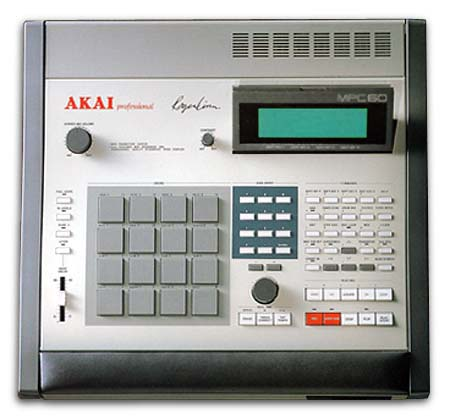
MPC60

Akai también produjo varios secuenciadores y sintetizadores digitales MIDI como la gama MPC, una línea de cajas de ritmos integradas, secuenciadores MIDI, muestreadores y grabadoras directas a disco. El MPC3000 fue un modelo célebre que obtuvo gran popularidad debido a que el productor J Dilla la utilizaba para componer sus beats. 

#### Nueva propiedad de Akai Professional

Logo de Akai Professional

En diciembre de 1999, un año antes de la aplicación de la Ley de Rehabilitación Civil a Akai Electric Company Ltd., la marca de su división de instrumentos musicales, Akai Professional fue adquirida por una empresa de los Estados Unidos. La nueva empresa se denominó "Akai Professional Musical Instrument Corporation". ("AKAI professional M.I.") Se formalizó aquel mismo año, pero quebró en 2005.
En 2004, tras un acuerdo de distribución en Estados Unidos, Jack O'Donnell, propietario de Numark Industries y Alesis, adquirió la división de instrumentos musicales profesionales de Akai. En 2012, inMusic Brands se formó como empresa matriz de las empresas de O'Donnell, incluyendo Akai Professional.
Un producto de Akai Professional buscado en la actualidad es el modelo de micrófono DM13. Esta pequeña unidad unidireccional se hizo originalmente para grabadoras, así como para equipos de radio CB. Hoy en día, se pueden encontrar en el arsenal de muchos intérpretes de armónica de blues debido a sus propiedades de alta ganancia y alta impedancia.

## Productos actuales

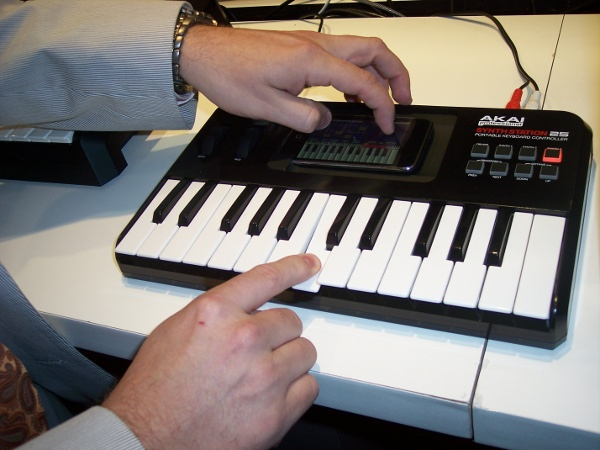
Akai Synthstation 25

A principios de 2003, Grande Holdings comenzó a reintroducir las marcas de Akai mediante la comercialización de varios productos audiovisuales fabricados por Samsung. En el mismo año también inició la distribución de electrodomésticos Akai, tales como acondicionadores de aire, aspiradoras y refrigeradores. En la década de 2010, comenzó a distribuir teléfonos inteligentes Akai, y colaboró con algunos fabricantes chinos de teléfonos inteligentes (Gionee y otros), en India y en algunos otros países.

## Lecturas relacionadas
- «Akai S20 sampler». Future Music (Future Publishing) (56): 20. May 1997. ISSN 0967-0378. OCLC 1032779031.